# Shure SM58

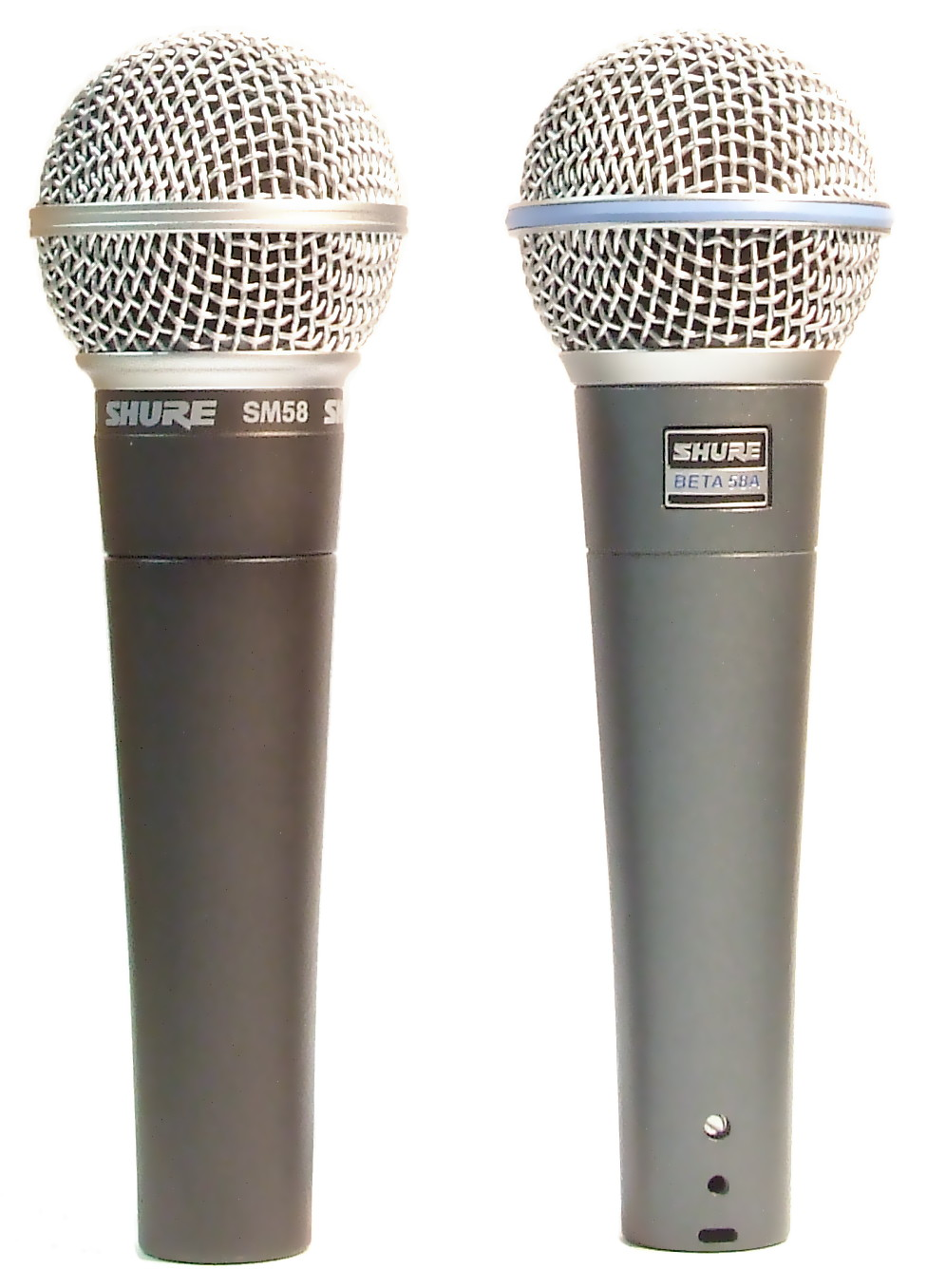
De microfoons Shure SM58 (links) en BETA58A (rechts)

De Shure SM58 is een dynamische zangmicrofoon, die als standaard beschouwd kan worden in de wereld van de livemuziek. Een jaar nadat men de SM57 op de markt had gebracht, kwam Shure in 1966 met deze zangmicrofoon.

## Geschiedenis
Deze microfoon is de opvolger van de in 1960 gemaakte 565 (tegenwoordig is deze microfoon weer te verkrijgen in de Vintage-serie).
De microfoon werd in eerste instantie alleen uitgevoerd zonder schakelaar. Later werd ook de versie met schakelaar geproduceerd onder de naam SM58S.
In 1986 kwam er een speciale versie op de markt ter gelegenheid van het 40-jarig jubileum. Deze was niet heel speciaal, afgezien van een speciale opdruk.
In het begin van de 21e eeuw werd nog een speciale box uitgebracht ter gelegenheid van het 75-jarig bestaan van het merk, met daarin de SM57 en SM58 tezamen, en wederom met een speciale opdruk.
Sinds 2009 is er een nieuwe versie op de markt met de X2u-adapter. Dit is een XLR-naar-USB-adapter. Met deze adapter is de microfoon ook aan te sluiten op een computer/laptop.

## Gebruik
Hoewel "SM" staat voor Studio Microphone, wordt de microfoon vooral toegepast tijdens liveoptredens. Dit is niet alleen het gevolg van het feit dat de microfoon weinig last heeft van feedback, maar heeft vooral te maken met de robuustheid van de microfoon. Op verschillende videowebsites wordt in filmpjes getoond wat men allemaal kan doen met de microfoon zonder dat dit ten koste gaat van de werkzaamheid. Het is een dynamische microfoon en hij heeft daarom geen fantoomvoeding nodig.

## Verschillende versies
De SM58 microfoon is verkrijgbaar in diverse uitvoeringen:
- SM58-LCE (standaard)
- SM58-SE (met schakelaar)
- SM58USB (met USB-aansluiting)
- Losse kop voor de diverse draadloze systemen

## BETA58A
De BETA58A is een doorontwikkeling van de SM58. Hoewel de beide microfoons vrijwel hetzelfde uiterlijk hebben (het opvallendste optische onderscheid is het blauwe bandje van de BETA58) zijn er wel degelijk grote verschillen, ook in prijs. De BETA58A heeft een neodymium magneet. De richtingskarakteristiek van de SM58 is een cardioïde en die van de BETA58A een supercardioïde, waardoor nog minder feedback optreedt. De frequentiekarakteristiek is ook anders waardoor de BETA58A een grotere definitie en een warmere klank geeft De BETA58A werd in 1989 gelanceerd, 23 jaar na de SM58, die het merk SHURE wereldfaam bezorgde en wordt tot op de dag van vandaag beschouwd als een van de beste zangmicrofoons ooit gemaakt. Naast de duurdere BETA58 zijn er ook de budget zangmicrofoons PG58 en PGA58.

## Namaak
Door hun populariteit, worden deze microfoons nagemaakt door fabrikanten in China en Thailand. Shure Distribution UK (Verenigd Koninkrijk) meldt dat de SM57, SM58, BETA 57A en de BETA 58A de meest gekopieerde microfoons zijn. In 2006 is men ook begonnen met een campagne om de gebruikers te waarschuwen voor deze namaak microfoons.

## Specificaties
- Type: dynamisch.
- Frequentiebereik: 50 Hz - 15 kHz.
- Karakteristiek: cardoïde.
- Impedantie: 150 ohm.
- Gewicht: 298 gram.
- Aansluiting: XLR.